# Борисов, Николай Денисович
Николай Денисович Борисов (1923—1988) — старшина Советской Армии, участник Великой Отечественной войны, Герой Советского Союза (1945).

## Биография
Николай Борисов родился 16 августа 1923 года в деревне Михайловка (ныне — Болотнинский район Новосибирской области) в семье крестьянина. После окончания пяти классов школы работал трактористом сначала на родине, а затем в Кемеровской области. В 1940 году был призван на службу в Рабоче-крестьянскую Красную Армию. С июня 1941 года — на фронтах Великой Отечественной войны. Участвовал в боях на 3-м Украинском фронте. К апрелю 1945 года гвардии красноармеец Николай Борисов был автоматчиком 2-й гвардейской механизированной бригады 1-го гвардейского механизированного корпуса 4-й гвардейской армии 3-го Украинского фронта. Отличился во время боёв за Вену.
13 апреля 1945 года Борисов в составе группы из шести добровольцев проник в тыл немецких подразделений и вышел к Имперскому мосту через Дунай с целью разминировать его. Несмотря на мощную систему охраны моста, группа сумела добраться до подведённых к зарядам проводов и перерезать их, спася тем самым мост от разрушения. Все члены группы: Борисов, Андрей Кульнев, Григорий Москальчук, Максим Ластовский, Фёдор Минин, Андрей Золкин — были представлены к званию Героев Советского Союза.
Указом Президиума Верховного Совета СССР от 29 июня 1945 года за «смелость, отвагу и мужество, проявленные в операции по захвату Имперского моста через Дунай в Вене, его разминированию и удержанию» гвардии красноармеец Николай Борисов был удостоен высокого звания Героя Советского Союза с вручением ордена Ленина и медали «Золотая Звезда» за номером 8737.
В 1950 году в звании старшины Борисов был уволен в запас. Проживал в городе Топки Кемеровской области, работал машинистом тепловоза. Скончался 24 декабря 1988 года.
Был также награждён орденами Отечественной войны 1-й степени и Красной Звезды, а также рядом медалей. Имя Борисова присвоено школе № 15 города Киселёвск.